# Norroy
Norroy ist eine französische Gemeinde im Département Vosges in der Region Grand Est (bis 2015 Lothringen). Sie gehört zum Arrondissement Neufchâteau und zum Gemeindeverband Terre d’Eau.

## Geografie

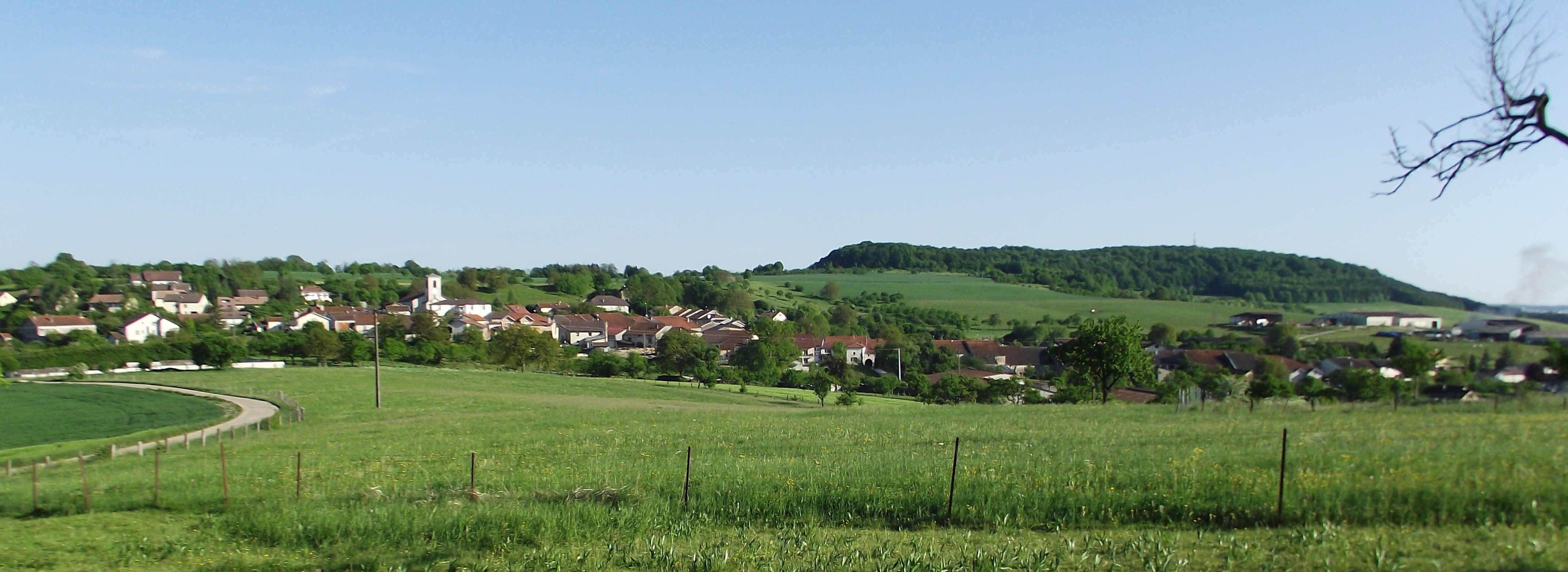
Blick auf Norroy

Die 208 Einwohner (1. Januar 2022) zählende Gemeinde Norroy liegt etwa drei Kilometer nordwestlich von Vittel in einem Seitental des oberen Vair. Nachbargemeinden von Norroy sind Saint-Baslemont im Norden, Vittel im Osten, Contrexéville im Südwesten sowie Mandres-sur-Vair im Westen.

## Geschichte
Norroy gehörte einer Komturei, die dem Templer Henri, comte de Vaudémont unterstand. Die Einkünfte des Dorfes gingen zu zwei Dritteln an den Herzog von Lothringen, ein Drittel bekam der Malteserorden in Robécourt am Mouzon 1751 kam Norroy an die Vogtei  Bourmont. Nach der Schaffung des Departements Vosges im Jahr 1790 wurde Norroy in den Distrikt Lamarche und in den Kanton Mandres eingegliedert (beide wurden einige Jahre später wieder aufgelöst).
Kirchlich war das Dorf bis zum Bau einer eigenen Kirche im 19. Jahrhundert an die Pfarrei in Mandres-sur-Vair gebunden.

### Bevölkerungsentwicklung
| Jahr      | 1962 | 1968 | 1975 | 1982 | 1990 | 1999 | 2006 | 2014 | 2021 |
| Einwohner | 257  | 269  | 241  | 276  | 313  | 276  | 231  | 230  | 212  |

Im Jahr 1836 wurde mit 486 Bewohnern die bisher höchste Einwohnerzahl ermittelt. Die Zahlen basieren auf den Daten von cassini.ehess und INSEE.

## Sehenswürdigkeiten
- Kirche St. Aper (Église Saint-Epvre)
- Kapelle St. Anna

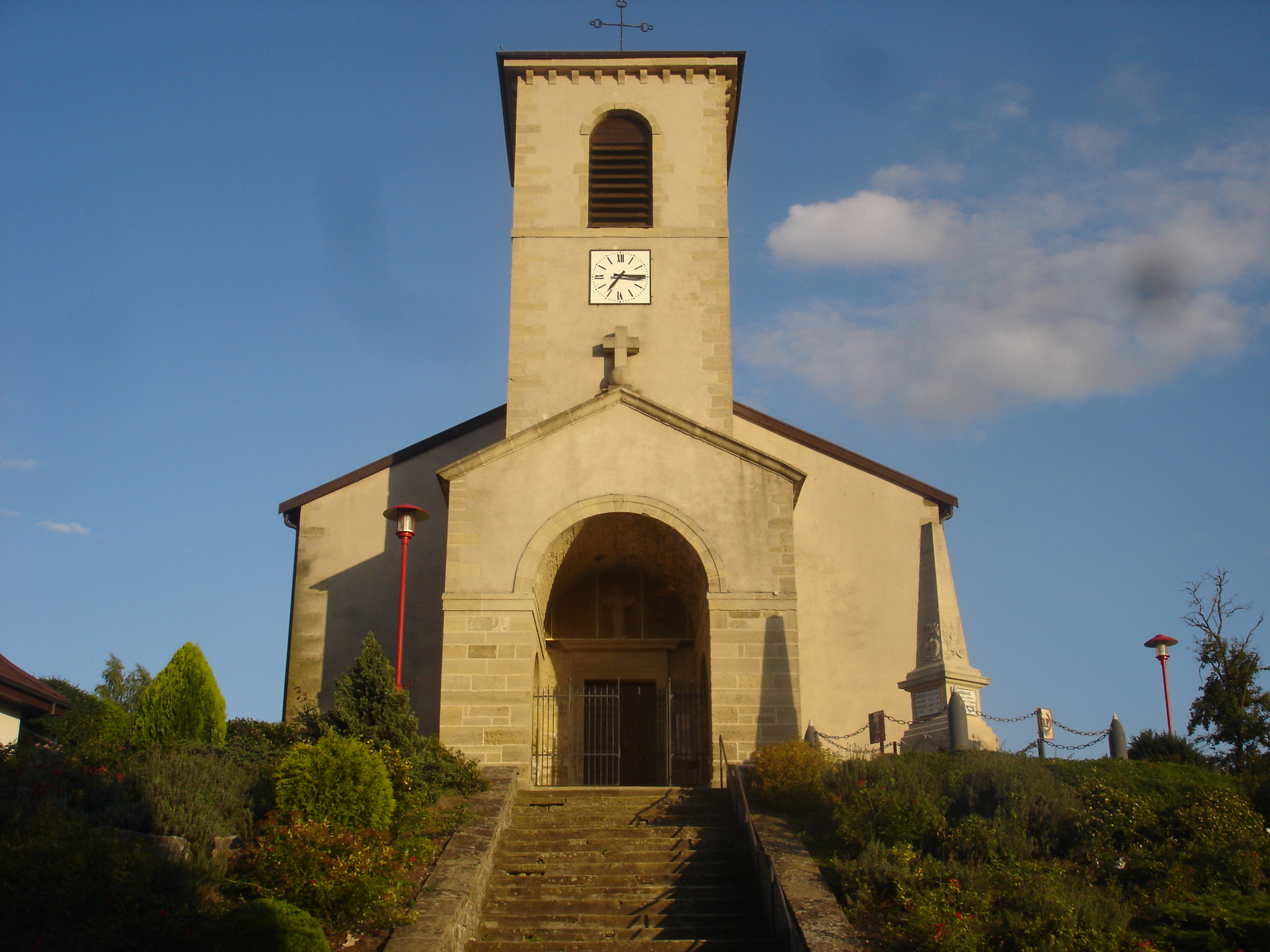
Kirche St. Aper
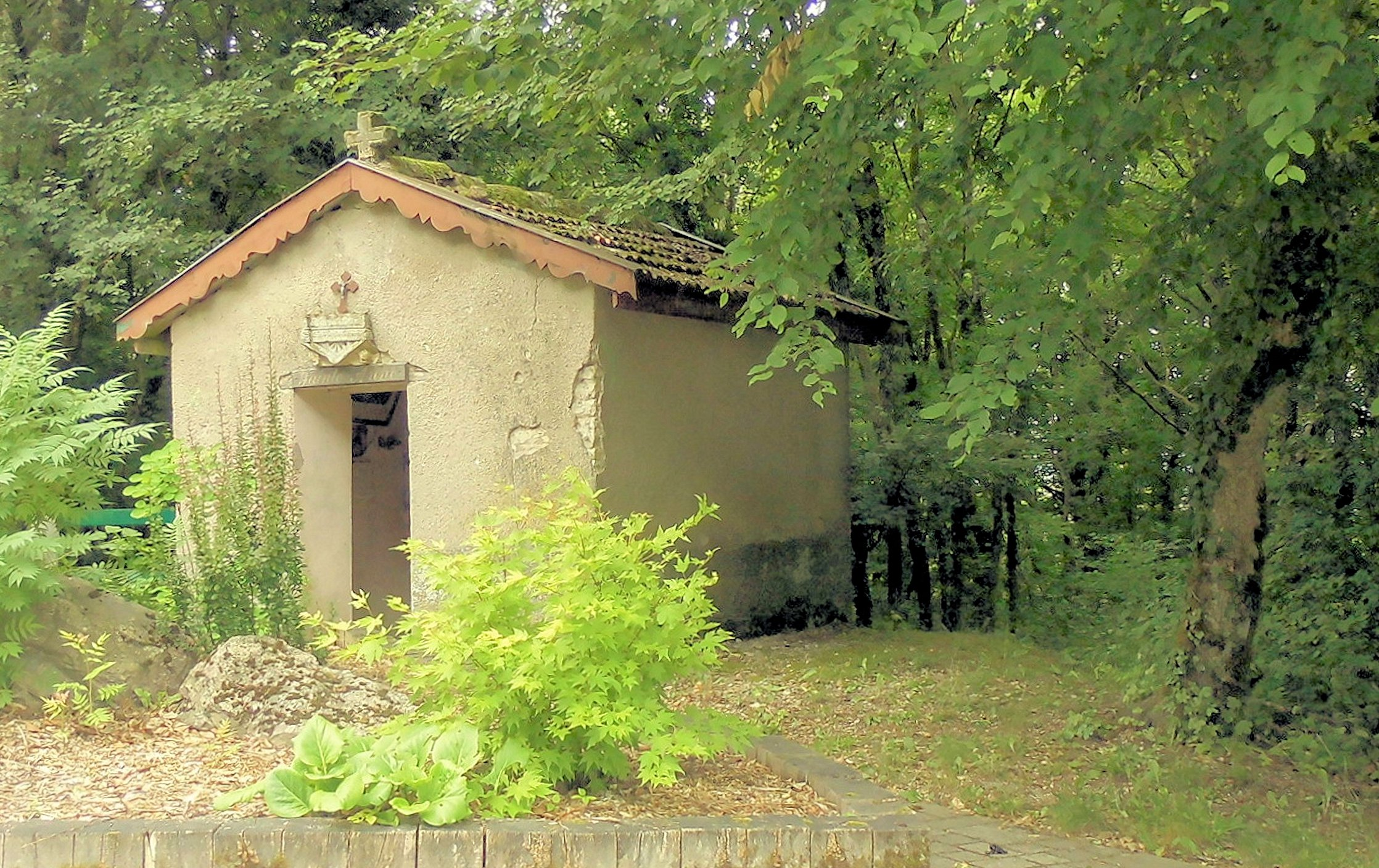
Kapelle St. Anna

## Wirtschaft und Infrastruktur
In der Gemeinde sind sechs Landwirtschaftsbetriebe ansässig (Milchwirtschaft, Zucht von Rindern, Schafen und Ziegen, Schweinehaltung).
In der nahegelegenen Stadt Vittel besteht Anschluss an die Fernstraße D 165 nach Épinal. Im sechs Kilometer westlich gelegenen Bulgnéville gibt es eine Auffahrt zur Autoroute A 31. Der Bahnhof Vittel liegt an der Bahnstrecke Merrey–Hymont-Mattaincourt.

## Belege
1. ↑  Norroy auf vosges-archives.com; PDF-Datei (Memento des Originals vom 17. Juli 2011 im Internet Archive)  Info: Der Archivlink wurde automatisch eingesetzt und noch nicht geprüft. Bitte prüfe Original- und Archivlink gemäß Anleitung und entferne dann diesen Hinweis. (französisch)
2. ↑  Norroy auf cassini.ehesse
3. ↑  Norroy auf INSEE
4. ↑  Landwirtschaftsbetriebe auf annuaire-mairie.fr (französisch)